# Jean-Bédel Bokassa
Jean-Bédel Bokassa (n. 22 februarie 1921, Bobangui⁠(d), Mambéré-Kadéï, Republica Centrafricană – d. 3 noiembrie 1996, Bangui, Republica Centrafricană), cunoscut ca Bokassa I al Africii Centrale și Saladin Ahmed Bokassa (în franceză Salah Eddine Ahmed Bokassa), a fost un militar de carieră, ofițer și președinte al Republicii Centrafricane, care mai târziu s-a autodeclarat împărat, titlu menținut până la 20 septembrie 1979, când a fost detronat.

## Prezentare
Republica Africa Centrală și-a câștigat independența față de Franța la 13 august 1960. La 31 decembrie 1965, Bokassa, fost locotenent centrafrican din armata franceză, a organizat un puci, în urma căruia a cumulat funcțiile de președinte, prim-ministru și ministru al apărării.
În 1976, generalul Jean-Bédel Bokassa, admirator al lui Napoleon Bonaparte, s-a autoproclamat „împăratul Bokassa I” și a transformat Republica Centrafricană în „Imperiul Centrafrican”. 
Multe abuzuri fuseseră denunțate de presa franceză încă din epoca președinției, dar costisitoarea și fastuoasa încoronare, într-o țară cu nivelul de viață foarte scăzut, și abuzurile mult mai mari care au urmat, mergând până la acuzațiile de canibalism împotriva lui Bokassa, au desconsiderat rapid noul regim. Bokassa a domnit prin teroare până în 1979, an în care a fost detronat în urma operațiunii Barracuda, organizate de Franța.
După detronare a plecat în exil în Libia, Coasta de Fildeș și Franța. A revenit în țară cu gândul de a organiza o nouă lovitură de stat "imperială", dar a fost arestat și condamnat la moarte prin spânzurare, în 1986, pedeapsa fiind ulterior comutată la 20 de ani de închisoare. A fost eliberat în 1996 și a murit în același an, în vârstă de 75 de ani, în urma unui atac de cord.
Jean-Bedel Bokassa a avut 18 neveste și 39 de copii legitimi. Printre soțiile sale s-a numărat și românca Gabriela Drâmbă, cu care a fost căsătorit între 1975 și 1977.

## Relațiile cu România
România recunoscuse noul stat la 6 februarie 1968. În vara anului 1970, președintele Bokassa a fost invitat la București. În contextul pregătirii vizitei, în iunie 1970 a fost deschisă și ambasada Republicii Centrafricane. Vizita sa în România a avut loc între 11 și 16 iulie 1970. În perioada 16-18 martie 1972, Nicolae Ceaușescu a efectuat vizita de răspuns.